# Nabil El Zhar
Nabil El Zhar (arabsko نبيل الزهر), francosko-maroški nogometaš, * 27. avgust 1986, Alès, Francija.
Kljub temu, da je bil rojen v Franciji se je El Zhar odločil da bo igral za reprezentanco države svojih staršev, Maroko. Pred tem je nastopal za mladinsko izbrano vrsto Francije. Na Svetovnem mladinskem nogometnem prvenstvu 2005 je že nastopal za Maroko, ki se je uvrstil v polfinale, kjer ga je s 3:0 premagala Nigerija. Maroko je prvenstvo končal na četrtem mestu po porazu z Brazilijo z 2:1.
Za rezervno ekipo Liverpoola je prvič nastopil na tekmi proti Sunderlandu 28. septembra 2006. Po tej tekmi je z Liverpoolom podpisal pogodbo in postal pravi član te ekipe. Uradni debi je tako dočakal na tekmi rezervnih ekip proti Newcastlu 3. oktobra 2006. Prvi gol za Liverpoolove rezerve je zadel s kazenskega strela na 'mini derbiju' proti Evertonu 10. oktobra 2006.
Za prvo ekipo je prvič nastopil v Carling Cupu proti Cardiff Cityju 31. oktobra 2007, kjer je v neodločeni tekmi, ki se je končala z 1:1 prvič zadel tudi za prvo ekipo. 
26. marca 2008 je El Zhar prvič zadel tudi za Maroko, ko je zabil gol na tekmi proti Belgiji. Na svojem prvem tekmovanju za Maroko je tako dosegel enega od štirih zadetkov, tekma pa se je končala z rezultatom 4:1 za Maroko.